# Сен-Флур-Сюд
Сен-Флур-Сюд (фр. Saint-Flour-Sud) — кантон во Франции, находится в регионе Овернь, департамент Канталь. Входит в состав округа Сен-Флур.
Код INSEE кантона — 1520. Всего в кантон Сен-Флур-Сюд входят 12 коммун, из них главной коммуной является Сен-Флур.
Население кантона на 1999 год составляло 8 404 человека.

## Коммуны кантона
| Коммуна                | Население, чел. (1999) | Почтовый индекс | Код INSEE |
| ---------------------- | ---------------------- | --------------- | --------- |
| Аллёз                  | 193                    | 15100           | 15002     |
| Валюэжоль              | 525                    | 15300           | 15248     |
| Вильдьё                | 515                    | 15100           | 15262     |
| Кюссак                 | 135                    | 15430           | 15059     |
| Лавастри               | 224                    | 15260           | 15099     |
| Ле-Терн                | 455                    | 15100           | 15235     |
| Нёвеглиз               | 1 022                  | 15260           | 15142     |
| Польяк                 | 444                    | 15430           | 15148     |
| Сен-Флур (южная часть) | 4 056                  | 15100           | 15187     |
| Серье                  | 148                    | 15100           | 15227     |
| Танавель               | 250                    | 15100           | 15232     |
| Юссель                 | 437                    | 15300           | 15244     |